# Pejok (Kepoh Baru)
Pejok is een bestuurslaag in het regentschap Bojonegoro van de provincie Oost-Java, Indonesië. Pejok telt 5852 inwoners (volkstelling 2010).